# El futuro se fue
El futuro se fue es el segundo álbum solista del exlíder y vocalista de la disuelta banda chilena Los Prisioneros, Jorge González, publicado el 24 de octubre de 1994 bajo el sello de la discográfica EMI-Odeón.
Considerado como el álbum «oscuro» de Jorge González, este disco fue editado luego que su anterior trabajo solista no fuera de su agrado ni lograra el éxito previsto por la compañía discográfica. Fue producido por él mismo y mezclado en los estudios Real World de Londres, propiedad de Peter Gabriel.
Con su extraña mezcla de canciones pop sencillas, folclor improvisado y agresiva experimentación, El futuro se fue («un disco genéticamente incompatible con la palabra "hit": crudo, violento y demasiado personal para ser "bonito"») terminó siendo un total fracaso comercial, sentenciando el término del contrato de González con EMI-Odeón tras vender entre 3.000 y 5.000 copias en CD y casetes. Se fabricaron 15.000 copias de las cuales se desconoce si fueron desechadas o continúan guardadas en alguna bodega perdida de EMI. Bajas ventas en comparación con el álbum debut el cual vendió 40 mil unidades. 
Las canciones Mapuche o Español y El futuro se fue fueron interpretadas en vivo por la banda experimental de Jorge llamada Los Dioses, a fines de la década de los '90. Quien canta su mal espanta fue tocada en vivo solo en el Festival Vive Latino Chile 2007. Culpa también fue interpretada en vivo durante el mítico concierto en la Discotheque Blondie en 2008 pero no fue publicada en la versión DVD.
Actualmente el álbum permanece descatalogado, pero las canciones Quien canta su mal espanta, El futuro se fue y Culpa aparecen en el disco doble recopilatorio Antología, que repasa los grandes éxitos de la carrera de Jorge González.

## Versiones de otros artistas
La banda Hoppo! grabó una versión de "El futuro se fue" como parte de su EP La maga y el sadhu (2019), publicada posteriormente en el disco homenaje a González, Esta es para hacerte feliz, en el mismo año.

## Lista de canciones
Todas las canciones escritas y compuestas por Jorge González, excepto donde se indique. 
| N.º   | Título                                        | Duración |  |
| 1.    | «Mapuche o español» (González-Carlos Cabezas) | 4:16     |  |
| 2.    | «El futuro se fue»                            | 5:49     |  |
| 3.    | «Cuánto aguanta un niño»                      | 3:35     |  |
| 4.    | «El niño y el papá»                           | 4:39     |  |
| 5.    | «Nacer»                                       | 3:35     |  |
| 6.    | «Lo mismo»                                    | 5:09     |  |
| 7.    | «Quien canta su mal espanta»                  | 2:20     |  |
| 8.    | «El poder»                                    | 3:55     |  |
| 9.    | «Culpa»                                       | 3:26     |  |
| 10.   | «La muerte de Santiago»                       | 9:10     |  |
| 11.   | «Celebrando el comienzo de la Luna»           | 2:36     |  |
| 12.   | «Nieve»                                       | 6:33     |  |
| 53:42 |                                               |          |  |

## Créditos
Personal indicado en las notas del álbum.